# Šarkan
Šarkan es un municipio del distrito de Nové Zámky en la región de Nitra, Eslovaquia, con una población estimada a final del año 2024 de 369 habitantes.
Se encuentra ubicado al sur de la región, cerca de los ríos Nitra y Hron (cuenca hidrográfica del Danubio) y de la frontera con Hungría.

## Demografía
| Año        | 1994 | 2004     | 2014     | 2024    |
| ---------- | ---- | -------- | -------- | ------- |
| Población  | 393  | 343      | 386      | 369     |
| Diferencia |      | −12,72 % | +12,53 % | −4,40 % |

| Año        | 2023 | 2024    |
| ---------- | ---- | ------- |
| Población  | 358  | 369     |
| Diferencia |      | +3,07 % |